# Vasas SC
Vasas SC, či též Vasas Budapešť, je maďarský sportovní klub z Budapešti, v němž nejproslulejším je fotbalový oddíl. Založen byl roku 1911 jako sportovní kroužek ocelářských dělníků. Fotbalový oddíl vyhrál 6x maďarskou ligu (1957, 1961, 1962, 1965, 1966, 1977) a 4x maďarský fotbalový pohár (1955, 1973, 1981, 1986). Na mezinárodní úrovni dosáhl klub největšího úspěchu v sezóně 1957/58, kdy se probojoval do semifinále Poháru mistrů evropských zemí. Ve stejné soutěži se v ročníku 1967/68 dostal do čtvrtfinále.
V červenci 2017 přestoupil do týmu z FK Jablonec obránce Vít Beneš.
V sezóně 2017/2018 se tým ocitl na posledním místě tabulky OTP Bank Ligy a sestoupil tak do druhé maďarské fotbalové ligy.

## Historické názvy
- 1911: Vas-és Fémmunkások Sport Clubja
- 1943: Kinizsi Vasas Budapest
- 1944: Nemzeti Kinizsi Budapest
- 1945: Budapesti Vasas SC
- 1948: Budapesti Vasas SE
- 1957: Budapesti Vasas SC